# Championnat du Brésil de football de deuxième division 2016
Navigation
Série B 2015 Série B 2017
La saison 2016 de Série B est la trente-sixième édition de la deuxième division de football du Brésil, qui constitue le deuxième échelon national du football brésilien et oppose vingt clubs professionnels, à savoir les douze clubs ayant terminé entre la 5e et la 16e place lors de la Série B 2015, ainsi que quatre clubs relégués de Série A 2015 et quatre clubs promus de Série C.
Le championnat comprend 38 journées, les clubs s'affrontant deux fois en matches aller-retour.
En fin de saison, l'Atlético Goianiense remporte son premier titre de champion de deuxième division.

## Compétition

### Classement
| Rang | Équipe              | Pts | J  | G  | N  | P  | Bp | Bc | Diff |
| ---- | ------------------- | --- | -- | -- | -- | -- | -- | -- | ---- |
| 1    | Atlético Goianiense | 76  | 38 | 22 | 10 | 6  | 60 | 35 | +25  |
| 2    | Avaí R              | 66  | 38 | 19 | 9  | 10 | 45 | 34 | +11  |
| 3    | Vasco da Gama R     | 65  | 38 | 19 | 8  | 11 | 54 | 41 | +13  |
| 4    | Bahia               | 63  | 38 | 18 | 9  | 11 | 57 | 34 | +23  |
| 5    | Náutico             | 60  | 38 | 18 | 6  | 14 | 55 | 43 | +12  |
| 6    | Londrina P          | 60  | 38 | 16 | 12 | 10 | 40 | 29 | +11  |
| 7    | CRB                 | 58  | 38 | 17 | 7  | 14 | 57 | 54 | +3   |
| 8    | Criciúma            | 56  | 38 | 16 | 8  | 14 | 49 | 46 | +3   |
| 9    | Luverdense          | 55  | 38 | 13 | 16 | 9  | 43 | 39 | +4   |
| 10   | Ceará               | 54  | 38 | 14 | 12 | 12 | 49 | 47 | +2   |
| 11   | GEB P               | 54  | 38 | 14 | 12 | 12 | 40 | 38 | +2   |
| 12   | Vila Nova P         | 53  | 38 | 15 | 8  | 15 | 54 | 52 | +2   |
| 13   | Goiás R             | 50  | 38 | 13 | 11 | 14 | 49 | 48 | +1   |
| 14   | Paysandu            | 49  | 38 | 11 | 16 | 11 | 40 | 44 | -4   |
| 15   | Paraná              | 41  | 38 | 10 | 11 | 17 | 39 | 55 | -16  |
| 16   | Oeste               | 41  | 38 | 8  | 17 | 13 | 32 | 46 | -14  |
| 17   | Joinville R         | 40  | 38 | 9  | 13 | 16 | 32 | 42 | -10  |
| 18   | Tupi P              | 33  | 38 | 8  | 9  | 21 | 40 | 56 | -16  |
| 19   | Bragantino          | 32  | 38 | 8  | 8  | 22 | 30 | 54 | -24  |
| 20   | Sampaio Corrêa      | 27  | 38 | 5  | 12 | 21 | 29 | 57 | -28  |

| Légende : Qualifications et relégations | Légende : Qualifications et relégations                     |
| --------------------------------------- | ----------------------------------------------------------- |
|                                         | 1er, 2e, 3e et 4e du championnat : Promotion en Série A     |
|                                         | 17e, 18e, 19e et 20e du championnat : Relégation en Série C |
|                                         | R : Relégué de Série A P : Promu de Série C                 |

## Bilan de la saison
| Championnat du Brésil de football de deuxième division 2016 |                                       |
| Champion                                                    | Atlético Clube Goianiense (1er titre) |
| Dauphin                                                     | Avaí Futebol Clube                    |
| Promotions et relégations                                   |                                       |
| Promus en Serie A                                           | Atlético Clube Goianiense             |
| Promus en Serie A                                           | Avaí Futebol Clube                    |
| Promus en Serie A                                           | Club de Regatas Vasco da Gama         |
| Promus en Serie A                                           | Esporte Clube Bahia                   |
| Relégués en Serie C                                         | Joinville Esporte Clube               |
| Relégués en Serie C                                         | Tupi Football Club                    |
| Relégués en Serie C                                         | Clube Atlético Bragantino             |
| Relégués en Serie C                                         | Sampaio Corrêa Futebol Clube          |